# Upper East Side

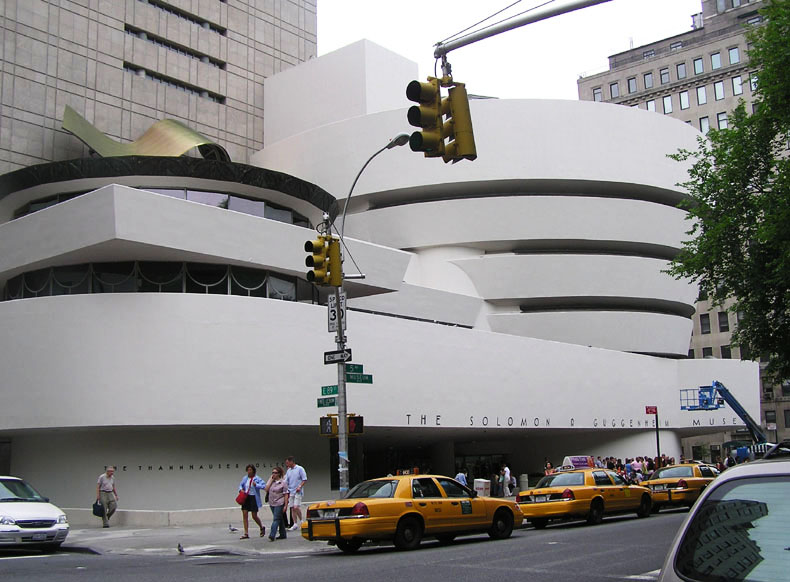
Het Guggenheim Museum

Upper East Side is een wijk in het New Yorkse stadsdeel Manhattan.

## Ligging
Upper East Side heeft een oppervlakte van 4,7 km². De wijk strekt zich uit van het Plaza Hotel aan 59th street tot aan het einde van de Museum Mile aan 96th street. Aan de westzijde wordt het begrensd door Central Park, aan de oostelijke zijde door de East River. Ten zuiden ligt de wijk Midtown en ten noorden East Harlem. De belangrijke Fifth Avenue loopt door de wijk heen.

## De wijk
Upper East Side geldt als de voornaamste wijk van New York en heeft als bijnaam het Silk Stocking District (zijden kousendistrict). Vooral aan de westelijke zijde bij Central Park staan veel elegante stadshuizen. In noordelijke en oostelijke richting is het meer een gewone stadswijk voor de middenklasse. Upper East Side staat bekend om de hoge prijzen van het onroerend goed. Enkele van de duurste huizen van de VS staan in deze wijk. De Rockefeller University en het prestigieuze Hunter College zijn in Upper East Side gevestigd.

## Musea
Een aantal van de belangrijkste musea van de stad staan in de Upper East Side. Deze zijn voornamelijk aan de Museum Mile aan Fifth Avenue gevestigd.
- De Frick Collection
- Het Whitney Museum of American Art
- Het Metropolitan Museum of Art
- De Neue Galerie
- Het Guggenheim Museum
- De National Academy of Design
- Het Cooper-Hewitt National Design Museum
- Het Jewish Museum
- Het Museum of the City of New York
- El Museo del Barrio

## Films
De Upper East Side is een geliefde locatie voor de film- en televisie-industrie. Films als Men in Black, Cruel Intentions, Live and Let Die en Breakfast at Tiffany's zijn er deels opgenomen. De wijk vormt ook het decor voor televisieseries als The Nanny, Sex and the City en Gossip Girl.

## Religie
In de wijk zijn meerdere synagoges gevestigd, waaronder de Temple Emanu-El of New York en de 
Park East Synagogue.